# Чувашский Пруд
Чува́шский Пруд — посёлок в Ашинском районе Челябинской области России. Входит в состав Укского сельского поселения.

## География
Посёлок расположен на границе с Башкортостаном, на федеральной автодороге М-5 «Урал». 

## Население
| 2002 | 2010 |
| ---- | ---- |
| 14   | ↘8   |

По данным Всероссийской переписи, в 2010 году численность населения посёлка составляла 8 человек (4 мужчин и 4 женщины).

## Улицы
Уличная сеть посёлка состоит из 1 улицы (ул. Чувашская).